# Парусия

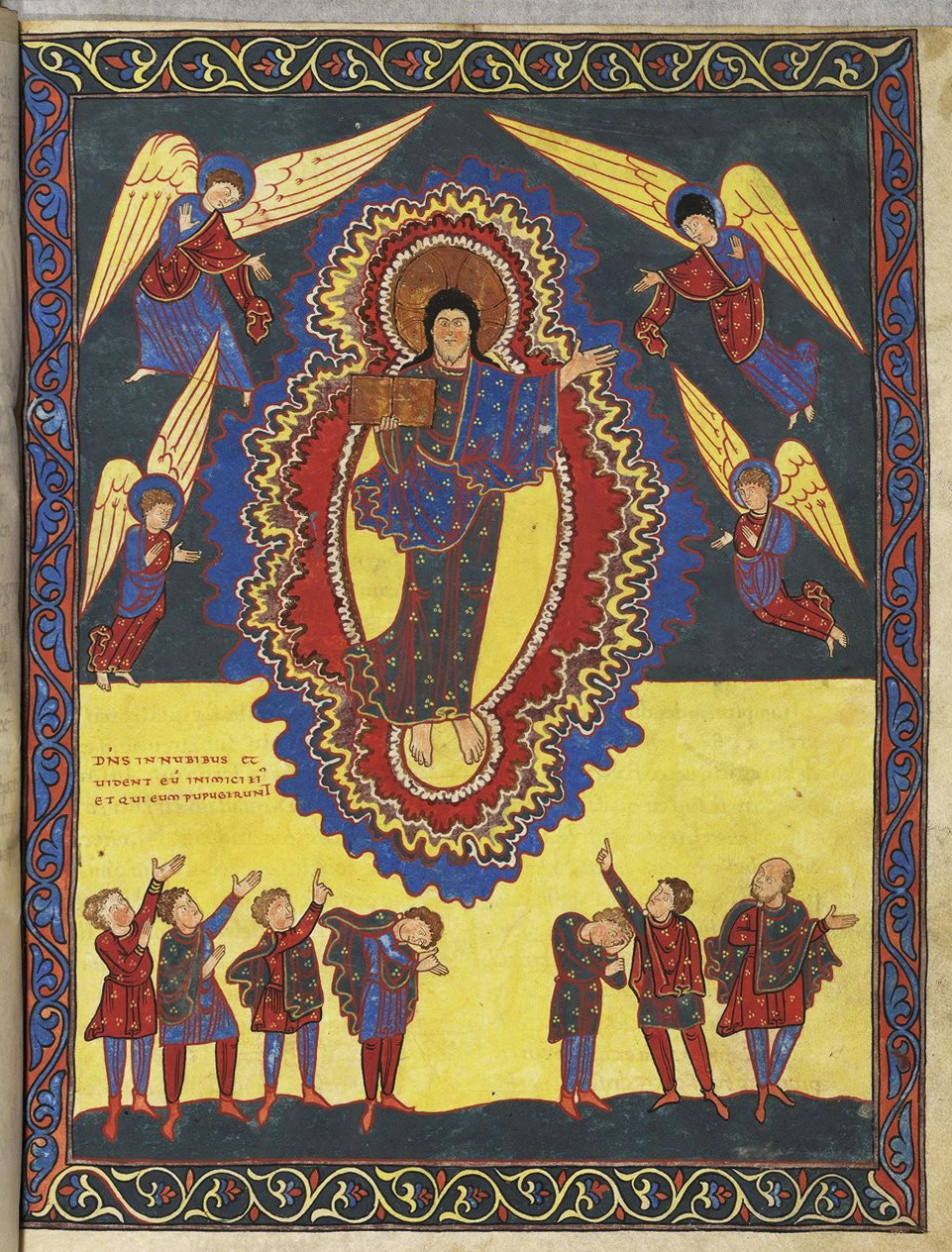
«Се, грядет облаками». Миниатюра из комментариев Беатуса к Книге Апокалипсиса

Парусия (греч. παρουσία) — понятие христианского богословия, изначально обозначавшее как незримое присутствие Господа Иисуса Христа в мире с момента его явления, так и пришествие его в мир в конце света. Со временем термин парусия стал рассматриваться только в эсхатологическом плане как обещанное пришествие Христа по окончании судьбы мира, в то время как мистическая составляющая термина в большинстве течений христианства была утрачена, как менее важная для христианской эсхатологии. По мнению ряда богословов, именно как «пришествие» трактуется парусия в новозаветных текстах на греческом языке (начиная с Мф. 24:3).

## Этимология
В оригинальном греческом тексте Нового Завета используется термин παρουσία (происходит от παρα — «около, вне», и ουσία — «существование»). Значения слова: «присутствие, наличие», «прибытие, приход», «пришествие», «обстоятельства, подходящий или удобный момент».
Также парусия трактуется как технический термин, обозначающий официальный визит членов царской семьи. Впервые эта мысль была высказана Адольфом Дайсманом — профессором Гейдельбергского университета (позднее преподавал в Берлинском университете) в его классической работе «Свет с Востока» (нем. Licht vom Osten, 1908). Профессор Дайсман привёл множество примеров употребления этого технического термина. В качестве примера такого официального царского визита, приводится случай, когда римский император совершил parousia в провинции на востоке: «Дороги были отремонтированы, толпы собраны для оказания почтения, шествия в белых одеяниях, трубы трубят, слышны приветственные восклицания, голоса, мольбы, дары и празднества». Часто от «парусии» царя или императора начинали отсчитывать новую эру. В честь такого события иногда чеканились даже монеты. Во время «парусии» императора Нерона, в правление которого были написаны послания к Коринфянам, в городах Патры и Коринф были выпущены так называемые «монеты пришествия». На этих монетах была сделана надпись «Adventus Aug(usti) Cor(inthi)», показывающая, что латинское слово adventus использовалось в таких случаях как эквивалент греческому термину parousia.
Последующие исследования таких учёных, как профессора Джордж Миллиган, Джеймс Мултон и других, подтвердили истинность выводов, сделанных ранее Дайсманом, который впервые показал использование parousia в качестве технического термина. Такое применение этого термина служит очевидным объяснением того, почему ранние переводы Нового Завета передавали значение parousia словом «пришествие» в стихах, в которых упоминается Второе пришествие Христа. Все современные греческие лексиконы и словари указывают именно на это значение слова в дополнение к основному («присутствие»). В целом это выражает общее мнение современных учёных, согласно которому, слово parousia, употребляемое в Новом Завете в контексте Второго пришествия Христа, используется как технический термин царского визита.
Вместе с тем ряд исследователей считают, что слово парусия в Новом Завете употреблено и в значении «присутствия». Так, Э. У. Буллингер указывает в своём труде на то, что пароуси́а означает «состояние или становление присутствия, следовательно, присутствие, прибытие; пришествие, которое несёт в себе идею постоянного пребывания с момента прихода».

## Употребление термина в Библии
Парусия встречается в тексте Библии 24 раза: Матфея 24:3, 27, 37, 39; 1 Коринфянам 15:23: 16:17; 2 Коринфянам 7:6, 7: 10:10; Филиппийцам 1:26; 2:12; 1 Фессалоникийцам 2:19; 3:13; 4:15; 5:23; 2 Фессалоникийцам 2:1, 8, 9; Иакова 5:7, 8; 2 Петра 1:16; 3:4, 12; 1 Иоанна 2:28.